# Cerco de Corfínio
O Cerco de Corfínio foi um cerco à cidade italiana de Corfínio realizado em 49 a.C., logo no início da Segunda Guerra Civil da República Romana, pelas forças de Júlio César contra a guarnição pompeiana da cidade. 

## Contexto
Depois de cruzar o Rubicão na noite de 11 de janeiro de 49 a.C., Júlio César avançou rapidamente pela península Itálica tendo consigo somente a Legio XIII Gemina — 5 000 legionários experientes e 300 cavaleiros —, mas confiava no apoio de uma grande parte da população para conseguir surpreender seus inimigos, ainda muito divididos.. Várias cidades foram ocupadas sucessivamente: Arímino (12/01), Fano (13/01) e Ancona (14/01). Para garantir a segurança do flanco da força cesariana, Marco Antônio e Caio Escribônio Curião ocupara Arrécio no dia 15 e Iguvio no dia 21 de janeiro. Enquanto isto, os rivais de César, com Pompeu à frente, mobilizaram todas as suas influências, recursos, contatos diplomáticos e transportes mas não conseguiram organizar uma defesa adequada da península. As duas únicas legiões estacionadas na região eram veteranas de César, justamente as legiões que ele havia cedido para uma jamais realizada campanha contra o Império Parta, e não eram confiáveis. Pompeu, cauteloso demais, decidiu por uma retirada estratégica para o Epiro, do outro lado do Adriático, a partir de onde esperava conseguir juntar um exército grande o suficiente para vencer César. Em 17 de janeiro, Pompeu abandonou Roma com a maior parte do Senado Romano, um evento sem precedentes na história da República Romana. A pressa foi tamanha que Pompeu não se lembrou de levar consigo o ouro de Saturno, que César indubitavelmente utilizaria em causa própria. A marcha de César continuou sem enfrentar resistências, mas não chegou perto de Roma. Em 3 de fevereiro, os cesarianos tomaram Fermo e três dias depois, Castro Truentino. Finalmente as legiões XII Fulminata e VIII Augusta cumpriram as ordens recebidas anteriormente e se juntaram a César com um grande número de auxiliares. Neste período, César soube se apresentar como um campeão dos populares perante o povo romano, que já o considerava um herói por suas vitórias na Gália. Segundo Cícero, "o bando de César tem tudo menos uma causa; do resto, tem em abundância". A seu favor estava a maioria dos jovens, alguns tribunos, os plebeus que viviam em péssimas condições nas cidades, os endividados e os condenados legalmente ou que haviam sido marcados pelos censores. Ele e seus seguidores contavam desde o começo da guerra com um importante apoio moral e material entre os romanos, que tinha pouco interesse em defender os ideais republicanos representados pelos optimates (aristocratas).

## Batalha
Apesar disto, nem todos os adversários de César responderam da mesma forma à decisão de seu comandante. Desobedecendo às ordens de Pompeu de reunir suas forças para a retirada estratégica, Lúcio Domício Enobarbo se entrincheirou em Corfínio com 20 coortes. Ele já havia sido eleito governador da Gália Transalpina e estava decidido a resistir. A causa dos cesarianos era a ambição de seu comandante e, portanto, ninguém questionava sua autoridade, uma situação bem distinta da de Pompeu, que sempre foi um campeão ou primus inter pares dos optimates que defendiam a república, sempre ocupados em lutar entre si ou em minar a autoridade de seu próprio líder, uma das causas de sua derrota final. César tinha completa liberdade de ação ao passo que cada ordem de Pompeu estava submetida a uma complexa cadeia de comando, um problema exemplificado pela situação em Corfínio. Em 15 de fevereiro, César chegou às imediações da cidade e soube que a vizinha Sulmona desejava se render, mas estava impedida pela presença de uma guarnição de sete coortes. Marco Antônio foi enviado para resolver a situação e ele rapidamente conseguiu convencer a guarnição a se juntar ao exército de César. Em 21 de fevereiro, Enobarbo se rendeu e ele e todos os seus oficiais foram perdoados. Sua resistência, porém, ganhou tempo suficiente para que o exército de Pompeu fugisse pelo porto de Brundísio.

## Consequências
César era o comandante supremo da Itália, mas seu principal adversário havia conseguido fugir com seu exército intacto. É importante notar que César, segundo historiadores modernos, jamais traçou um plano estratégico para suas campanhas. Sua confiança em si mesmo era tanta que ele acreditava que qualquer problema poderia ser solucionado com sua intervenção pessoal. César e Enobarbo voltaram a se enfrentar no cerco de Massília, no caminho de César para a Hispânia, onde estavam os generais pompeianos Lúcio Afrânio, Marco Petreio e Marco Terêncio Varrão. 

## Análise

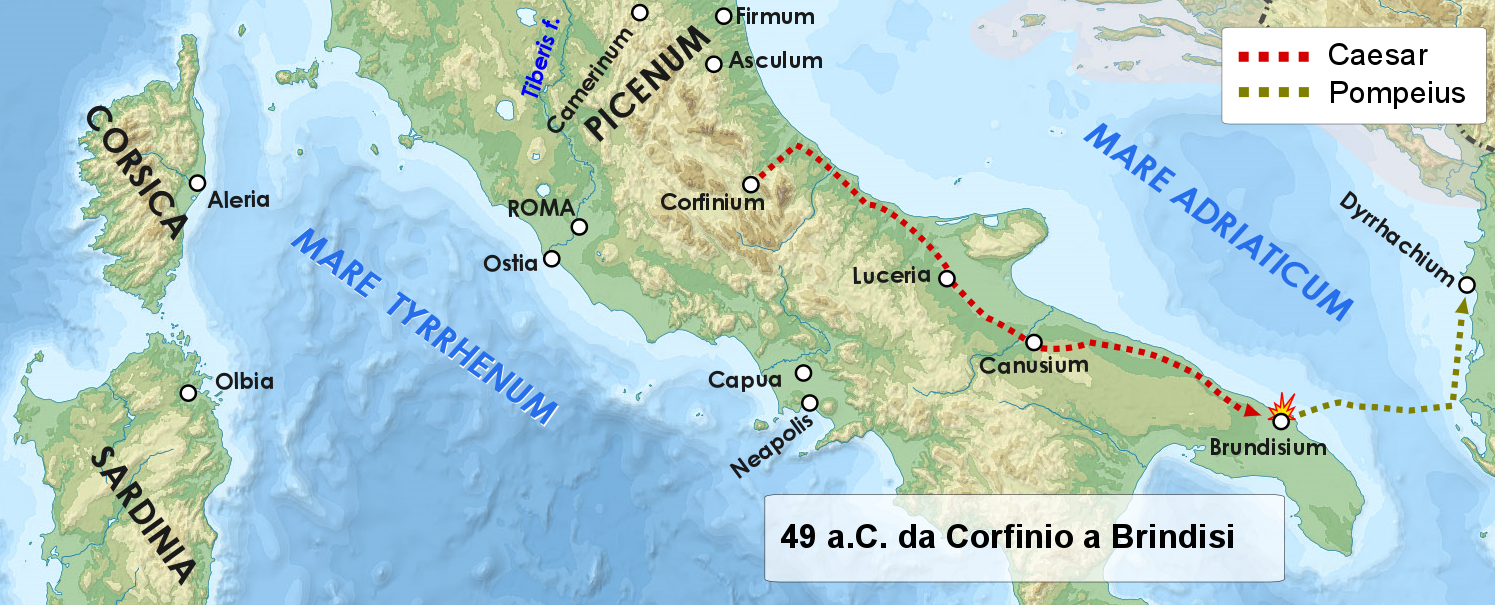
Marcha de César até Brundísio depois da vitória em Corfínio.

A campanha na Itália foi mais um exemplo das já conhecidas táticas de guerra relâmpago de César, que se aproveitou do vácuo de poder provocado pelo seu rápido avanço. Sua forma de conduzir a guerra era baseada em seu lema, "celeritas et improvisum" ("velocidade e surpresa"): atacar com todas as forças à sua disposição confiando na sua capacidade de liderança e na qualidade de suas tropas, aparecendo onde e quando menos se esperava, desbaratando os planos de seus adversários e compensando sua inferioridade numérica. Esta tática era perfeita para enfrentar Pompeu, um mestre em logística e no planejamento de longo prazo que estava à frente de uma enorme rede centralizada e eficiente de partidários, tropas, dinheiro, suprimentos, transportes, comunicações e contatos diplomáticos que abarcava toda a região do Mediterrâneo. Pompeu era também mestre em aterrorizar seus inimigos e em inspirar seus seguidores. Da parte de César, a surpresa foi sua política de clementia ("clemência), baseada no perdão e na superação, na compaixão e na generosidade, o que, na época, era uma "nova forma de conquista" e ainda mais surpreendente por causa da severidade com que César tratou os gauleses nas Guerras Gálicas.
No fundo, César era apenas mais um dos muitos caudilhos ou senhores da guerra romanos surgidos depois das reformas marianas no exército romano. Caio Mário permitiu o recrutamento dos capite censi pelas legiões como soldados profissionais que lutavam por um soldo. A partir de então, se destacaram grandes generais como Mário, Sula, Sertório, Pompeu, César, Marco Antônio e Sexto Pompeu. Antes disto, o exército era formado por pequenos proprietários de terra suficientemente prósperos para custear suas próprias armas e armaduras. De plena posse de seus direitos políticos, estes soldados geralmente voltavam às suas terras no final da temporada de campanhas (primavera-verão) para dedicar-se ao cultivo e criação. Com a expansão do território da república, as campanhas foram se tornando mais longas e as terras italianas foram ficando cada vez mais distantes e era comum que o legionário voltasse para casa apenas para encontrar sua propriedade arruinada e sua família endividada. Além disto, não era mais possível competir com os latifúndios dos patrícios, que usavam a mão de obra barata de milhares de escravos que chegavam em abundância dos territórios conquistados. O modelo militar romano foi vítima de seu próprio sucesso. Obrigados a vender suas terras, os veteranos vagavam pelas ruas de Roma com suas famílias. Conforme se reduzia o número de cidadãos capazes de pagar por seu próprio armamento e crescia a necessidade de mais tropas pelo exército, Mário, desesperado pelas derrotas na Guerra Cimbria, determinou que seria necessário recrutar inclusive os que não podiam mais pagar seu próprio equipamento, os chamados capite censi, mas estes novos soldados profissionais se mostraram leais apenas ao seu general, que lhes pagava o soldo, e não à República Romana. Ao mesmo tempo que Roma desejava organizar um exército nacional, o que se viu foi a emergência de milícias privadas leais aos ricos generais que podiam pagá-las, organizá-las e liderá-las em campanhas vitoriosas; as autoridades republicanas perderam o controle efetivo sobre elas e se limitavam a legitimar sua autoridade. Em sua ambição por glória e riquezas, estes generais expandiram as fronteiras republicanas para territórios cada vez mais distantes das terras conhecidas dos romanos, pagando seus homens com o resultado de sucessivos saques e com a venda de escravos.

## Bibliografía
- Cotterell, Arthur (2011). The Pimlico Dictionary Of Classical Civilizations (em inglês). [S.l.]: Random House. ISBN 9781446466728
- Fields, Nic (2010). Warlords of Republican Rome: Caesar Against Pompey (em inglês). [S.l.]: Casemate Publishers. ISBN 9781935149064
- Malik, Malti (2016). History of the World (em inglês). [S.l.]: Saraswati House Pvt Ltd. ISBN 9789350419380
- Sheppard, Si (2009) [2006].  Ros, Eloy Carbó, ed. César contra Pompeyo. Farsalia (em espanhol). Barcelona: Osprey Publishing. ISBN 978-84-473-6379-7